# SpiderTech–C10
A SpiderTech–C10 (UCI csapatkód: SPI) egy kanadai profi kerékpárcsapat volt 2008 és 2012 között.

## Keret (2012)
2012. január 30-ai állapot:
|     | Név              | Születésnap                    |
| --- | ---------------- | ------------------------------ |
| CAN | Ryan Anderson    | 1987. július 22. (37 éves)     |
| CAN | Zachary Bell     | 1982. november 14. (42 éves)   |
| CAN | David Boily      | 1990. április 28. (34 éves)    |
| CAN | Guillaume Boivin | 1989. május 25. (35 éves)      |
| MEX | Flavio De Luna   | 1990. január 26. (35 éves)     |
| USA | Lucas Euser      | 1983. december 5. (41 éves)    |
| USA | Caleb Fairly     | 1987. február 19. (38 éves)    |
| CAN | Martin Gilbert   | 1982. október 30. (42 éves)    |
| CAN | Hugo Houle       | 1990. szeptember 27. (34 éves) |

|     | Név                 | Születésnap                    |
| --- | ------------------- | ------------------------------ |
| SUI | Raymond Künzli      | 1984. szeptember 1. (40 éves)  |
| CAN | Kevin Lacombe       | 1985. július 12. (39 éves)     |
| CAN | Simon Lambert-Lemay | 1990. július 16. (34 éves)     |
| USA | Jonathan McCarty    | 1982. január 24. (43 éves)     |
| CAN | François Parisien   | 1982. április 27. (42 éves)    |
| CAN | Ryan Roth           | 1983. január 10. (42 éves)     |
| CAN | Will Routley        | 1983. május 23. (41 éves)      |
| USA | Bjorn Selander      | 1988. január 28. (37 éves)     |
| CAN | Charly Vives        | 1986. szeptember 10. (38 éves) |

## Külső hivatkozások
Hivatalos oldal